# Caleb Landry Jones
Pour les articles homonymes, voir Jones.
Caleb Landry Jones, né le 7 décembre 1989 à Garland au Texas, est un acteur, mannequin et musicien américain.

## Biographie

### Enfance et formation
Jones naît à Garland, au Texas, il est le fils de Patrick et Cindy Jones. Encore enfant, sa famille déménage dans la ville voisine de Richardson où il grandit ensuite. Il rencontre Robert Hudson au lycée avec qui il forme un groupe de folk rock expérimental, appelé Robert Jones (comme le vrai nom de naissance de David Bowie).
Après avoir trouvé un certain succès en tant qu'acteur[Quand ?], Jones déménage à Los Angeles pour poursuivre sa carrière dans le cinéma.

## Carrière
Après quelques petits rôles, parfois non crédités, dans des films populaires comme No Country for Old Men et Superbad, il apparait dans les séries Friday Night Lights et Breaking Bad. À partir de 2010, il obtient des rôles plus importants, comme dans Le Dernier Exorcisme puis dans le blockbuster X-Men : Le Commencement et Contrebande (remake en langue anglaise du film islandais Illegal Traffic).
En 2012, il obtient le premier rôle dans le film Antiviral, le premier long métrage de Brandon Cronenberg, fils du réalisateur de renom David Cronenberg.
À vingt-trois ans, il est choisi par G-Star Raw comme égérie masculine de la marque de mode pour sa campagne 2012, succédant dans ce rôle aux acteurs-réalisateurs américains Vincent Gallo et Dennis Hopper.
Il continue ensuite d'apparaître dans des films indépendants ou plus grand public. Les quelques rôles où il montre un côté inquiétant et sauvage lui valent parfois d'être rapidement qualifié d'« artiste torturé ».
En 2017, il est dans trois films ayant reçu des nominations à la 90e cérémonie des Oscars : The Florida Project, Get Out et Three Billboards : Les Panneaux de la vengeance. Le film d'horreur Get Out, où il tient le rôle de Jeremy Armitage, est un grand succès au box-office et obtient l'Oscar du meilleur scénario original.
En 2019, il tourne avec l'icône du cinéma indépendant, Jim Jarmusch, dans The Dead Don't Die.
La marque Yves Saint-Laurent Homme en fait son modèle pour la saison printemps-été 2019.
Le 1er mai 2020, il sort un premier album solo de rock psychédélique sur un label américain, qui le montre poudré et en perruque sur la pochette. Le disque est produit par Nic Jodoin (Lana Del Rey, Black Lips, etc.) au Valentine Studio basé à Los Angeles.
En 2021, il est la tête d’affiche du thriller biographique Nitram de l'Australien Justin Kurzel. Sa performance lui vaut le prix d'interprétation masculine au Festival de Cannes.
En 2023, il incarne le rôle principal du thriller psychologique DogMan, de Luc Besson.

## Filmographie

### Cinéma
- 2007 : No Country for Old Men de Joel et Ethan Coen : le garçon à vélo
- 2008 : Ma super nièce ! (The Longshots) de Fred Durst : Jonesy
- 2010 : Le Dernier Exorcisme (The Last Exorcism) de Daniel Stamm : Caleb Sweetzer
- 2010 : The Social Network de David Fincher : Fraternity Guy
- 2011 : Summer Song d'Aram Rappaport : Jack
- 2011 : X-Men : Le Commencement (X: First Class) de Matthew Vaughn : Sam Cassidy / le Hurleur
- 2012 : Contrebande (Contraband) de Baltasar Kormákur : Andy
- 2012 : Antiviral de Brandon Cronenberg : Syd March
- 2013 : Byzantium de Neil Jordan : Frank
- 2013 : Tom à la ferme de Xavier Dolan : Guillaume (non crédité)
- 2014 : Queen and Country de John Boorman : Percy
- 2014 : Mad Love in New York (Heaven Knows What) de Joshua et Ben Safdie : Ilya
- 2015 : Stonewall de Roland Emmerich : Annie
- 2016 : War on Everyone : Au-dessus des lois (War on Everyone) de John Michael McDonagh : Russel Birdwell
- 2017 : Get Out de Jordan Peele : Jeremy Armitage
- 2017 : Barry Seal: American Traffic (American Made) de Doug Liman : JB
- 2017 : Three Billboards : Les Panneaux de la vengeance (Three Billboards Outside Ebbing, Missouri) de Martin McDonagh : Red
- 2017 : The Florida Project de Sean Baker : Jack
- 2018 : Welcome the Stranger (en) de Justin Kelly : Ethan
- 2018 : To the Night de Peter Brunner : Norman
- 2018 : Tyrel de Sebastián Silva : Max
- 2019 : The Dead Don't Die de Jim Jarmusch : Bobby Wiggins
- 2019 : Un hiver à New York (The Kindness of Strangers) de Lone Scherfig : Jeff
- 2020 : Assiégés (The Outpost) de Rod Lurie : Ty Carter
- 2020 : Viena and the Fantomes de Gerardo Naranjo : Albert
- 2021 : Nitram de Justin Kurzel : Nitram
- 2021 : Finch de Miguel Sapochnik : l'androïde Jeff (capture de mouvement)
- 2023 : DogMan de Luc Besson : Douglas Munrow
- 2024 : Harvest d'Athina Rachel Tsangari : Walt
- 2025 : Dracula de Luc Besson : le prince Vladimir / Dracula

### Télévision
- 2008-2010 : Friday Night Lights (série télévisée) : Jimmy Adler (5 apparitions dans le rôle du batteur d'un groupe de speed metal nommé Crucifictorious)
- 2009-2010 : Breaking Bad (série télévisée) : Louis Corbett (2 épisodes)
- 2010 : Victorious (série télévisée) : le gars adorable  (1 épisode, "Tori the Zombie")
- 2017 : Twin Peaks: The Return (série télévisée) : Steven Burnett (4 épisodes)

## Distinction
- Festival de Cannes 2021 : Prix d'interprétation masculine pour Nitram

## Discographie

### Albums studio
- 2020 : The Mother Stone (Sacred Bones Records)
- 2021 : Gadzooks Vol.1 (Sacred Bones Records)
- 2022 : Gadzooks Vol.2 (Sacred Bones Records)
- 2024 : Hey Gary, Hey Dawn (Sacred Bones Records)